# Vụ án Nguyễn Hải Dương
Vụ án Nguyễn Hải Dương (hay Vụ thảm sát ở Bình Phước năm 2015) là vụ án hình sự về tội giết người và cướp tài sản diễn ra vào rạng sáng ngày 7 tháng 7 năm 2015 ở xã Minh Hưng, huyện Chơn Thành, tỉnh Bình Phước, với chủ mưu là Nguyễn Hải Dương, các đồng phạm là Vũ Văn Tiến, Trần Đình Thoại đã lên kế hoạch giết chết sáu người của gia đình người yêu cũ, xuất phát từ động cơ "hận thù tình cảm" và ham muốn chiếm đoạt tài sản. Đây là vụ án gây chấn động dư luận và xã hội ở Việt Nam vào thời điểm đó vì mức độ nghiêm trọng của sự việc, khi người gây án là thanh niên với hành động tàn sát dã man và hệ quả là cái chết của nhiều người trong một gia đình. Vụ án cũng đã dẫn đến các vấn đề được tranh luận về cách thức, những tác động xấu của việc đưa tin đối với vụ án hình sự bởi hệ thống các hãng thông tấn báo chí ở Việt Nam.
Nguyễn Hải Dương là chủ mưu đã lên kế hoạch, dự tính khi 24 tuổi và rủ Trần Đình Thoại – người cung cấp một phần hung khí để gây án lần đầu nhưng bất thành vì sai sót trong kế hoạch, chuyển sang rủ rê Vũ Văn Tiến – đồng phạm rồi trực tiếp thực hiện các bước từ đánh lừa bị hại để xâm nhập hiện trường, khống chế nhằm cướp tài sản rồi giết chết từng người một, sau đó bỏ trốn và thực hiện các hành vi khác để tránh bị nghi ngờ. Vụ án lập tức ảnh hưởng lớn tới địa phương, nhận được sự quan tâm, chú ý của cộng đồng xã hội, được lực lượng chức năng gồm công an, viện kiểm sát, tòa án tham gia chỉ đạo điều tra và bắt giữ nghi phạm chính trong 80 giờ, kết án tử hình và án tù cho từng người phạm tội tương ứng.

## Nội dung vụ án

### Bối cảnh
Nguyễn Hải Dương sinh năm 1991 tại tỉnh An Giang, tốt nghiệp phổ thông năm 2010 rồi rời quê, tới huyện Hóc Môn, Thành phố Hồ Chí Minh để học nghề tại Trường Trung cấp Công nghiệp Bình Dương, bỏ học một năm sau và đi làm công nhân chế biến gỗ tại một doanh nghiệp ở đây. Khoảng tháng 10 năm 2013, Lê Thị Ánh Linh (sinh năm 1993 tại Bình Phước) tới học ở thành phố Thủ Dầu Một rồi quen biết với Dương qua mạng xã hội là Zalo, dẫn đến có quan hệ tình cảm và là người yêu. Tháng 4 năm 2014, Dương được Linh đưa về nhà ở xã Minh Hưng, huyện Chơn Thành, tỉnh Bình Phước và giới thiệu với gia đình, một gia đình làm chủ doanh nghiệp kinh doanh gỗ, sống ở biệt thự, có điều kiện khá giả, và cả hai được bố mẹ đồng ý cho phép yêu nhau. Trong thời gian sau đó, Dương quen biết và thường xuyên tiếp xúc với gia đình của Linh. Đến năm 2015, mẹ của Linh bắt đầu ngăn cản mối quan hệ tình cảm giữa hai người, Linh nghe lời mẹ, quen người khác và chia tay Dương. Trong thời điểm này, Dương sinh ra hận thù với mẹ của Linh và cô, nảy sinh ý định giết cả gia đình Linh để trả thù và cướp tài sản.

### Diễn biến
Để thực hiện âm mưu của mình, Nguyễn Hải Dương đã chuẩn bị các công cụ gồm súng bắn bi, súng điện, dao bấm, găng tay, dây rút, côn tam khúc, bình xịt hơi cay, cất tất cả công cụ ở nhà trọ của họ hàng ở Hóc Môn và chờ đợi thời cơ. Mặc dù đã chia tay với Linh, Dương vẫn giữ mối quan hệ với em họ của Linh là Dư Minh Vỹ, dự định lợi dụng Vỹ để phục vụ cho kế hoạch phạm tội của mình, bên cạnh đó, Dương mua một SIM rác điện thoại di động để liên lạc nhằm tránh bị lực lượng chức năng theo dõi. Ngày 3 tháng 7 năm 2015, Dương đi xe máy Yamaha Exciter tới nhà Linh, gặp Vỹ vì đã hẹn từ trước, cho tiền và hướng dẫn Vỹ cách mở cửa biệt thự cho Dương vào mà bố mẹ Linh không biết và hẹn cuộc gặp khác, Vỹ đồng ý. Hôm sau, Dương rủ một người quen là Trần Đình Thoại đến nhà Linh để thực hiện âm mưu, Thoại đồng ý và cả hai bàn bạc về việc chuẩn bị công cụ phạm tội, kế hoạch thực hiện hành vi phạm tội. Đến khuya cùng ngày, hai người đến biệt thự, nhưng do Vỹ không ra mở cửa, nên không thực hiện được hành vi như theo kế hoạch đã bàn bạc, cả hai bàn nhau đi về ngày hôm sau tiếp tục đến để gây án. Trên đường về, Thoại bàn với Dương là Thoại sẽ mua thêm dao Thái Lan để ngày mai đi tiếp, thì Dương đồng ý.
Đến tối ngày 5 tháng 7, Thoại đã mua dao đưa cho Dương, nhưng sau đó nói bà ngoại bệnh nên không đi với Dương nữa. Ngày 6 tháng 7, Dương rủ một người bạn khác là Vũ Văn Tiến đi hành động, nói dối Tiến là đến đòi nợ bố mẹ Linh và hứa cho Tiến một khoản tiền lớn; rồi Tiến đồng ý, Dương bàn bạc và cho Tiến biết toàn bộ kế hoạch thực hiện tội phạm, các công cụ, phương tiện đã chuẩn bị. Vào khoảng 1h sáng ngày 7 tháng 7, Dương và Tiến đi vào khu vực nhà Linh, khi Vỹ ra mở cửa thì Dương, Tiến đã dùng tay khống chế bóp cổ, bịt miệng Vỹ đến bất tỉnh, Dương dùng dao đâm nhiều nhát làm Vỹ tử vong. Tiếp đến, hai người trèo tường phía sau vào nhà, khống chế trói Linh, bố mẹ Linh và hai người em, ngoại trừ em út Gia Linh 22 tháng tuổi. Dương truy hỏi về tiền trong nhà, mở két sắt nhưng không có gì, sau đó, Tiến dùng dây siết cổ từng người và Dương dùng dao bấm lẫn dao Thái Lan, lần lượt đâm xuyên tim, đâm và rạch ngang cổ, giết chết năm người, không giết mà dỗ cho Gia Linh ngủ khi bé đang khóc. Cùng với quá trình thực hiện hành vi giết người, hai người đã lục lọi và lấy các điện thoại, IPad có giá trị gần 50 triệu đồng rồi bỏ trốn, không có hành động gì với các tài sản khác như xe Audi, Toyota, xe chuyên chở hàng hóa trong nhà xe. Sau khi gây án, Tiến bỏ trốn về Hóc Môn, trong khi Dương ở lại Chơn Thành, quay lại hiện trường nhiều lần và luôn tỏ ra đau khổ, khóc lóc trước người thân của gia đình nạn nhân, hành động với mục đích để không bị nghi ngờ.

## Điều tra
Sáng ngày 7 tháng 7 năm 2015, một người làm công trong gia đình bị hại đến làm việc cho gia đình như mọi ngày thì phát hiện cái chết của sáu người, chỉ còn Gia Linh 22 tháng tuổi sống sót, thương tích nhẹ, đã báo cho công an địa phương. Sau khi nhận được tin báo, Công an, Viện kiểm sát tỉnh Bình Phước đã cử cảnh sát hình sự, điều tra viên và các đơn vị khác tiến hành bảo vệ hiện trường và triển khai công tác khám nghiệm, thu thập chứng cứ, tổ chức buổi họp báo thông báo vụ án vào buổi chiều. Cùng ngày, Bộ trưởng Bộ Công an Trần Đại Quang đã đích thân đến hiện trường chỉ đạo điều tra. Ngày 8 tháng 7, quá trình khám nghiệm tử thi đã hoàn thành, công an bàn giao thi thể các nạn nhân cho gia đình tổ chức an táng, đồng thời ra quyết định khởi tố vụ án về tội giết người và tội cướp tài sản, phối hợp điều tra trong tiến trình tố tụng hình sự giữa viện kiểm sát, cảnh sát điều tra và ban chuyên án của Bộ Công an. Ban chuyên án do Thượng tướng Lê Quý Vương làm trưởng ban chỉ đạo, Trung tướng Phan Văn Vĩnh làm trưởng ban, kết hợp lãnh đạo Công an tỉnh Bình Phước và Tổng cục Cảnh sát, Tổng cục An ninh.
Ngày 10 tháng 7, lực lượng điều tra đã xác minh được các dấu vết về dấu vân tay, vết máu, các manh mối và tình tiết được phân tích, xác định đối tượng khả nghi là Dương, truy bắt và bắt giữ Dương lẩn trốn ở Bình Phước. Lúc đầu, Dương tỏ ra lì lợm, đưa ra nhiều chứng cứ ngoại phạm, tuyên bố im lặng cho đến khi có luật sư bào chữa, tuy nhiên, sau khi cơ quan điều tra trưng ra bằng chứng rõ ràng thì Dương thú nhận, khai rằng có đồng phạm là Tiến mà không trình bày gì về Thoại, và lực lượng trinh sát đã phục kích, bắt Tiến lẩn trốn ở Hóc Môn trong cùng ngày. Trong quá trình tạm giữ và khởi tố bị can, cơ quan điều tra rà soát lại toàn bộ vụ việc, phát hiện được những tin nhắn trong điện thoại của bị hại là Vỹ đến từ điện thoại của Thoại khi Dương sử dụng, lập tức phục kích và bắt giữ Thoại vào ngày 10 tháng 8. Sau đó, cơ quan điều tra tiến hành thực nghiệm hiện trường, rồi công bố cáo trạng vụ án, quyết định truy tố Nguyễn Hải Dương, Vũ Văn Tiến, Trần Đình Thoại về tội giết người và tội cướp tài sản.

## Xét xử

### Sơ thẩm
Ngày 17 tháng 12 năm 2015, vụ án được Tòa án nhân dân tỉnh Bình Phước mở phiên xét xử sơ thẩm lưu động tại huyện Chơn Thành, do Chánh án Nguyễn Hữu Trí là chủ tọa, Viện trưởng Lê Đức Xuân là kiểm sát viên giữ quyền công tố.

#### Nhận định của tòa án
Tòa án Bình Phước, nhận định vụ án.
Tại phiên tòa, về nội dung vụ án, hội đồng xét xử nhận định dựa trên hồ sơ vụ án đã thẩm tra, lời khai của các bị cáo, của những người làm chứng, vật chứng, biên bản khám nghiệm hiện trường, khám nghiệm tử thi, kết luận giám định pháp y, xét hỏi công khai, kết luận hành vi mà Nguyễn Hải Dương, Vũ Văn Tiến, Trần Đình Thoại thực hiện đã đủ yếu tố cấu thành tội giết người, tội cướp tài sản. Hội đồng xét xử cho rằng các bị cáo đều là người đã thành niên có đầy đủ năng lực hành vi, năng lực chịu trách nhiệm hình sự, chỉ vì lý do bị ngăn cản trong chuyện tình cảm mà Nguyễn Hải Dương đã chuẩn bị hung khí và rủ Thoại, Tiến đi giết người rồi cướp tài sản của họ, cùng một lúc các bị cáo đã tước đoạt mạng sống của sáu người trong một gia đình, trong đó có hai nạn nhân là trẻ em, dùng dây trói tay và siết cổ, dùng khăn bịt mắt và dùng súng chích điện các nạn nhân rồi sử dụng dao đâm vào tim, đâm và rạch ngang cổ các nạn nhân một cách man rợ, tàn bạo. Do đó, đã phạm tội giết người với các tình tiết định khung là giết nhiều người, giết trẻ em, giết người để thực hiện tội phạm khác, thực hiện tội phạm một cách man rợ, có tính chất côn đồ, riêng Dương còn có động cơ đê hèn theo Bộ luật Hình sự 1999.
Về Nguyễn Hải Dương, tòa nhận định đây vừa là người tổ chức, chủ mưu, cầm đầu, vừa là người thực hành, đã chuẩn bị các công cụ, phương tiện phạm tội, lên kế hoạch; rủ rê, bàn bạc với Thoại, Tiến để thực hiện hành vi phạm tội; dụ dỗ, lợi dụng bị hại Vỹ để xâm nhập vào nhà, trực tiếp gây án, phạm tội một cách quyết liệt, quyết tâm phạm tội đến cùng mặc dù trong quá trình phạm tội đã nhiều lần Tiến can ngăn nhưng vẫn quyết tâm phải giết hết cả gia đình nạn nhân. Về Vũ Văn Tiến, tòa nhận định Tiến tham gia với vai trò là người thực hành khi được Dương rủ đi cướp tài sản và bàn bạc kế hoạch giết người thì đồng ý ngay và tích cực thực hiện, trong quá trình thực hiện, tuy Tiến có ngăn cản Dương nhưng khi Dương nói "lỡ rồi" thì Tiến tiếp tục làm theo sự chỉ dẫn của Dương, chính Tiến khống chế để cho Dương trực tiếp giết người. Tòa cho rằng hậu quả Dương, Tiến gây ra là quá lớn, thể hiện ác tính rất cao, không còn khả năng giáo dục, cải tạo, cần áp dụng mức hình phạt cao nhất, loại bỏ vĩnh viễn ra khỏi đời sống xã hội.
Về Trần Đình Thoại, tòa nhận định Thoại tham gia vụ án với vai trò đồng phạm giúp sức về mặt vật chất, cung cấp công cụ, phương tiện phạm tội cho Dương, khi được rủ và bàn bạc kế hoạch thì đồng ý ngay và từng cùng đi với Dương đến nhà bị hại để thực hiện nhưng do trái kế hoạch, không thực hiện được. Tuy Thoại từ chối không đi cùng Dương ở lần tiếp theo nhưng vẫn tiếp tục giúp Dương bằng cách hung khí, và vì vậy, phải chịu chung hậu quả.

#### Quyết định
Từ các nhận định, Hội đồng xét xử kết luận tội danh, hình phạt, tổng hợp hình phạt và tuyên án Nguyễn Hải Dương và Vũ Văn Tiến hình phạt tử hình, còn Trần Đình Thoại 13 năm tù về tội giết người và ba năm tù về tội cướp tài sản, tổng hợp hình phạt chung là 16 năm tù.

### Phúc thẩm và thi hành án
Sau phiên sơ thẩm, các bị cáo kháng cáo, và phiên phúc thẩm diễn ra vào ngày 18 tháng 7 năm 2016 tại số 124 Nam Kỳ Khởi Nghĩa, phường Bến Nghé, Quận 1, trụ sở Tòa án nhân dân cấp cao tại Thành phố Hồ Chí Minh. Tòa phúc thẩm bác toàn bộ kháng cáo và giữ y án sơ thẩm. Sáng ngày 17 tháng 11 năm 2017, Nguyễn Hải Dương được chuyển từ trại giam Bình Phước sang tỉnh Bình Dương, thi hành án tử hình bằng tiêm thuốc độc, Vũ Văn Tiến cũng thi hành án tử vào ngày 20 tháng 9 năm 2018.

## Quan điểm xã hội về vụ án
Khi vụ án được phát hiện, ngay trong ngày 7 tháng 7 năm 2015 đã thu hút sự chú ý của cộng đồng, xã hội và chính quyền từ địa phương tỉnh Bình Phước cho đến cả nước thông qua việc đưa tin trên phương tiện truyền thông. Khi Công an tỉnh Bình Phước phong tỏa hiện trường và tiến hành điều tra, người dân vùng xung quanh trong những ngày tiếp theo đã liên tục tụ tập quanh khu vực này để trao đổi về vụ án, chờ đợi và đánh giá hoạt động của lực lượng chức năng. Các hãng truyền thông cử phóng viên tới để thu thập thông tin và đăng tải trên báo giấy, báo điện tử, phân tích từ nội dung chung cho đến những vấn đề khác nhau đi sâu vào từ trực tiếp cho đến gián tiếp của vụ án. Nhiều diễn đàn, chủ đề về nội dung, diễn biến, nhận định đối với khoa học xã hội, tâm lý, tội phạm học được mở ra để người dân và chuyên gia thảo luận đối với vụ án. Bên cạnh đó, những cuộc họp báo để công bố từ thông tin ban đầu cho đến quyết định khởi tố, tiến trình điều tra, kết luận hay cáo trạng đều được dư luận quan tâm, thông tin được đăng trên một số hãng thông tin quốc tế như BBC, Sina. Thời điểm này, có quan điểm cho rằng mạng xã hội, báo chí đã đăng tải thông tin dồn dập, dày đặc, trong đó có nhiều nội dung thông tin suy diễn, gây hoang mang trong xã hội, ảnh hưởng đến công tác điều tra của cơ quan điều tra.
Với lực lượng chức năng, khi ban chuyên án được thành lập, nhiều tướng lĩnh, điều tra viên, trinh sát đã được huy động, trong số đó có nhiều người đã từng tham gia những chuyên án nổi tiếng như vụ án Lê Văn Luyện, vụ án Nguyễn Đức Nghĩa, và bắt được chủ mưu sau 80 giờ điều tra. Về phía cộng đồng khoa học xã hội, các chuyên gia tâm lý học, tội phạm học đánh giá toàn diện rằng vụ án xuất phát từ nguyên nhân là "cú sốc tâm lý" nặng nề của hung thủ, thay đổi hoàn cảnh và dự định trong cuộc sống, tâm sinh lý của thanh niên, nảy sinh "ham muốn trả thù bằng mọi giá, thực hiện không thương tiếc, bất chấp mọi thủ đoạn để đối phó", được xem là vụ án không phổ biến ở Việt Nam, không phải là quá hiếm có ở xã hội các nước phát triển.